# Аталиса (Ајова)
Аталиса (енгл. Atalissa) град је у америчкој савезној држави Ајова. По попису становништва из 2010. у њему је живело 311 становника.

## Демографија
Према попису становништва из 2010. у граду је живело 311 становника, што је 28 (9,9%) становника више него 2000. године.
| Група             | 2000.       | 2010.       |
| Белци             | 276 (97,5%) | 281 (90,4%) |
| Афроамериканци    | 0 (0,0%)    | 0 (0,0%)    |
| Азијати           | 0 (0,0%)    | 1 (0,3%)    |
| Хиспаноамериканци | 4 (1,4%)    | 23 (7,4%)   |
| Укупно            | 283         | 311         |